# Oupia
Oupia település Franciaországban, Hérault megyében. Lakosainak száma 276 fő (2022. január 1.). Oupia Mailhac, Pouzols-Minervois, Aigne, Beaufort és Olonzac községekkel határos.

## Népesség
A település népességének változása:
| Lakosok száma | 368  | 301  | 252  | 279  | 286  | 263  | 245  | 237  | 250  | 276  |
|               | 1968 | 1982 | 1990 | 2006 | 2013 | 2015 | 2017 | 2019 | 2020 | 2022 |